# Nytjärnen, Värmland
Nytjärnen är en sjö i Sunne kommun i Värmland och ingår i Göta älvs huvudavrinningsområde.